# فیز وان (شرکت)
فیز وان (انگلیسی: Phase One) شرکت دانمارکی تولیدکننده تجهیزات پیشرفته و نرم‌افزارهای عکاسی دیجیتال است که دوربین‌های مدیوم فرمت تولید می‌کند. نرم‌افزار ویرایش فرمت خام عکاسی این شرکت به نام کپچر وان علاوه بر دوربین‌های خود شرکت از انواع متنوع دوربین دیجیتال تک‌لنزی بازتابی پشتیبانی می‌کند.
در ۱۸ فوریه ۲۰۱۴ اعلام شد که شرکت سرمایه‌گذاری خصوصی بریتانیایی سیلورفلیت کپیتال ۶۰ درصد سهام این شرکت را خریداری می‌کند.